# クリストフ・ビーマン
クリストフ・ビーマン（Christoph Biemann、1952年8月6日 - ）はドイツの作家・番組プロデューサー・俳優。ドイツではよく知られる子供番組「マウスといっしょ」（Die Sendung mit der Maus、NHK教育では「だいすき!マウス」と題して放映）の制作者および進行役のひとり。

## 概要
ミュンヘンのHFF（映像映画大学)で学んだのち、1972年よりWDR（西ドイツ放送協会）で「マウスといっしょ」の制作に関わるようになる。1983年からは自らコミカルな中年男「クリストフ」として出演し、今や番組には欠かせない存在となっている。
口ひげに緑色のセーターという姿がトレードマーク。